# Fuzhou

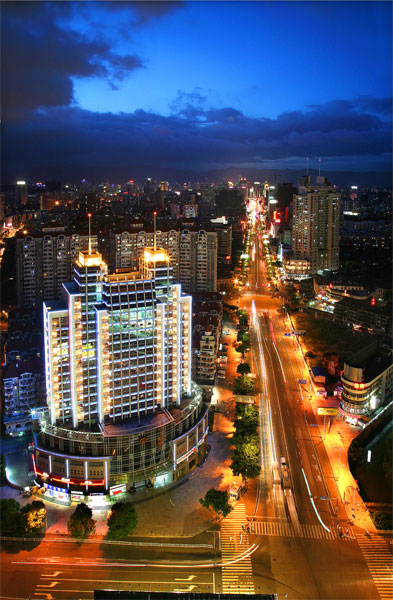
Fuzhou

Fuzhou (福州市 în chineză simplificată) este un oraș în Republica Populară Chineză și capitala provinciei Fujian.

## Demografie
Orașul are o populație de 7,2 milioane de locuitori în zona metropolitană și peste 4,5 milioane în oraș. 